# Joe Overstreet
Pour les articles homonymes, voir Overstreet.
Joe Overstreet est un peintre américain né le 20 juin 1933 à Conehatta dans le Mississippi et mort le 4 juin 2019 à Manhattan.

## Biographie
Joe Overstreet est né le 20 juin 1933 à Conehatta dans le Mississippi. Il a commencé sa carrière dans la région de la Baie. Sa famille a quitté le Mississippi plusieurs fois entre 1941 et 1946 avant de s’installer à Berkeley. Overstreet était le fils d'un maçon et il a été exposé tôt aux travaux de construction et d'architecture. Sa ville natale était extrêmement rurale et isolée. Sa famille, qui s’y était installée pour la première fois en 1830, avait élevé des arbres pour en faire de la pâte de bois. Overstreet est diplômé d'Oakland Technical High School et a rejoint la marine marchande en travaillant à temps partiel. Il a fréquenté la California School of Fine Arts en 1953 et la California School of Art and Crafts en 1954.